# Dimanskär
Dimanskär är en ö i Finland. Den ligger i Skärgårdshavet och i kommunen Pargas i den ekonomiska regionen  Åboland i landskapet Egentliga Finland, i den sydvästra delen av landet. Ön ligger omkring 44 kilometer sydväst om Åbo och omkring 180 kilometer väster om Helsingfors.
Öns area är 2,5 hektar och dess största längd är 230 meter i nord-sydlig riktning. I omgivningarna runt Dimanskär växer i huvudsak barrskog. Runt Dimanskär är det glesbefolkat, med 8 invånare per kvadratkilometer. Närmaste större samhälle är Nagu, 12,7 km öster om Dimanskär.